# Danny La Rue
Danny La Rue, OBE (født som Daniel Patrick Carroll; 26. juli 1927 i Cork i Irland – 31. maj 2009 i Royal Tunbridge Wells i Kent i England), var en britisk scenekunstner, komiker og dragimitator. Han er i Danmark nok mest kendt for sine optrædener i tv-programmet De gode gamle dage, hvor han både optrådte i mande- og kvinderoller.

## Baggrund og virke
La Rues forældre flyttede tidligt med sine børn fra Irland til Soho i det centrale London. Det fædrene hjem ødelagdes dog under blitzen og moderen, der var syerske, tog børnene med til Kennford, en by i Devon, hvor unge Danny udviklede sin interesse for underholdning.
I de unge år aftjente han sin værnepligt i Royal Navy og arbejdede en overgang med distribution af fødevarer, men blev med tiden en kendt profil i engelske teaterproduktioner, film, tv og pladeindspildninger.
Han fik gode udtalelser fra et flertal af sine kolleger. Blandt andre udtalte Noël Coward, at La Rue var "den mest professionelle, den mest spirituelle... og den mest yderst charmante mand i underholdningsbranschen", og Bob Hope skal have kaldt ham "den mest glamourøse kvinde i verden". La Rue foretrak selv at kalde sig for "komiker i kjole" end det mere almindeligt benyttede female impersonator (kvindeimitator) og drag queen.
Blandt flere andre udmærkelser fra Storbritannien fik La Rue i 2002 Order of the British Empire.